# FA Cup 2006-2007
La FA Cup 2006-2007 è la centoventiseiesima edizione della competizione calcistica più antica del mondo.

## Calendario
| Turno                           | Data              | Incontri | Squadre   |
| ------------------------------- | ----------------- | -------- | --------- |
| Turno extra preliminare         | 19 agosto 2006    | 129      | 687 → 558 |
| Turno preliminare               | 2 settembre 2006  | 166      | 558 → 392 |
| Primo turno di qualificazione   | 16 settembre 2006 | 116      | 392 → 276 |
| Secondo turno di qualificazione | 30 settembre 2006 | 80       | 276 → 196 |
| Terzo turno di qualificazione   | 14 ottobre 2006   | 40       | 196 → 156 |
| Quarto turno di qualificazione  | 28 ottobre 2006   | 32       | 156 → 124 |
| Primo turno                     | 11 novembre 2006  | 40       | 124 → 84  |
| Secondo turno                   | 2 dicembre 2006   | 20       | 84 → 64   |
| Terzo turno                     | 6 gennaio 2007    | 32       | 64 → 32   |
| Quarto turno                    | 27 gennaio 2007   | 16       | 32 → 16   |
| Quinto turno                    | 17 febbraio 2007  | 8        | 16 → 8    |
| Sesto turno                     | 10 marzo 2007     | 4        | 8 → 4     |
| Semifinali                      | 14 aprile 2007    | 2        | 4 → 2     |
| Finale                          | 19 maggio 2007    | 1        | 2 → 1     |

## Primo turno
| Incontro | Squadra in casa        | Risultato     | Squadra fuori casa | Spettatori |
| -------- | ---------------------- | ------------- | ------------------ | ---------- |
| 1        | Bournemouth            | 4–0           | Boston Utd         | 4.263      |
| 2        | Wycombe                | 2–1           | Oxford Utd         | 6.279      |
| 3        | Peterborough Utd       | 3–0           | Rotherham Utd      | 4.281      |
| 4        | Torquay Utd            | 2–1           | Leatherhead        | 2.218      |
| 5        | Morecambe              | 2–1           | Kidderminster      | 1.673      |
| 6        | Tranmere               | 4–2           | Woking             | 4.591      |
| 7        | Salisbury City         | 3–0           | Fleetwood Town     | 2.684      |
| 8        | Chelmsford City        | 1–1           | Aldershot Town     | 2.838      |
| Replay   | Aldershot Town         | 2–0           | Chelmsford City    | 2.731      |
| 9        | Weymouth               | 2–2           | Bury               | 2.503      |
| Replay   | Bury                   | 4–3           | Weymouth           | 2.231      |
| 10       | Nottingham Forest      | 5–0           | Yeading            | 7.704      |
| 11       | Stafford Rangers       | 1–1           | Maidenhead Utd     | 1.526      |
| Replay   | Maidenhead Utd         | 0–2           | Stafford Rangers   | 1.934      |
| 12       | Shrewsbury Town        | 0–0           | Hereford Utd       | 5.574      |
| Replay   | Hereford Utd           | 2–0           | Shrewsbury Town    | 4.224      |
| 13       | Northampton Town       | 0–0           | Grimsby Town       | 4.092      |
| Replay   | Grimsby Town           | 0–2           | Northampton Town   | 2.657      |
| 14       | Wrexham                | 1–0           | Stevenage Borough  | 2.863      |
| 15       | Chesterfield           | 0–1           | Basingstoke Town   | 3.539      |
| 16       | Gainsborough Trinity   | 1–3           | Barnet             | 1.914      |
| 17       | Lewes                  | 1–4           | Darlington         | 2.000      |
| 18       | Clevedon Town          | 1–4           | Chester City       | 2.261      |
| 19       | Barrow                 | 2–3           | Bristol Rovers     | 2.939      |
| 20       | Rushden & Diamonds     | 3–1           | Yeovil Town        | 2.530      |
| 21       | Burton Albion          | 1–2           | Tamworth           | 4.150      |
| 22       | Farsley                | 0–0           | MK Dons            | 2.200      |
| Replay   | MK Dons                | 2–0           | Farsley            | 2.676      |
| 23       | Brentford              | 0–1           | Doncaster          | 3.607      |
| 24       | Gillingham             | 4–1           | Bromley            | 5.547      |
| 25       | York City              | 0–1           | Bristol City       | 3.525      |
| 26       | Bishop's Stortford     | 3–5           | King's Lynn        | 1.750      |
| 27       | Exeter City            | 1–2           | Stockport County   | 4.454      |
| 28       | Newport County         | 1–3           | Swansea City       | 4.660      |
| 29       | Kettering Town         | 3–4           | Oldham Athletic    | 3.481      |
| 30       | Rochdale               | 1–1           | Hartlepool Utd     | 2.098      |
| Replay   | Hartlepool Utd         | 0–0 (4-2 dtr) | Rochdale           | 2.788      |
| 31       | Brighton               | 8–0           | Northwich Victoria | 4.487      |
| 32       | Mansfield Town         | 1–0           | Accrington Stanley | 3.909      |
| 33       | Cheltenham Town        | 0–0           | Scunthorpe Utd     | 2.721      |
| Replay   | Scunthorpe Utd         | 2–0           | Cheltenham Town    | 3.074      |
| 34       | Macclesfield Town      | 0–0           | Walsall            | 2.018      |
| Replay   | Walsall                | 0–1           | Macclesfield Town  | 3.114      |
| 35       | Bradford City          | 4–0           | Crewe Alexandra    | 3.483      |
| 36       | Leyton Orient          | 2–1           | Notts County       | 3.011      |
| 37       | Swindon Town           | 3–1           | Carlisle Utd       | 4.938      |
| 38       | Huddersfield Town      | 0–1           | Blackpool          | 6.597      |
| 39       | Havant & Waterlooville | 1–2           | Millwall           | 5.793      |
| 40       | Port Vale              | 2–1           | Lincoln City       | 3.884      |

## Secondo turno
| Incontro | Squadra in casa    | Risultato | Squadra fuori casa | Spettatori |
| -------- | ------------------ | --------- | ------------------ | ---------- |
| 1        | MK Dons            | 0–2       | Blackpool          | 3.837      |
| 2        | Scunthorpe Utd     | 0–2       | Wrexham            | 5.054      |
| 3        | Brighton           | 3–0       | Stafford Rangers   | 5.741      |
| 4        | Bristol City       | 4–3       | Gillingham         | 5.663      |
| 5        | Hereford Utd       | 4–0       | Port Vale          | 4.076      |
| 6        | Macclesfield Town  | 2–1       | Hartlepool Utd     | 1.992      |
| 7        | Stockport County   | 2–1       | Wycombe            | 3.821      |
| 8        | Bury               | 2–2       | Chester City       | 3.428      |
| Replay   | Chester City       | 3-1       | Bury               | 2.810      |
| 9        | Barnet             | 4–1       | Northampton Town   | 2.786      |
| 10       | Tranmere           | 1–2       | Peterborough Utd   | 6.308      |
| 11       | King's Lynn        | 0–2       | Oldham Athletic    | 5.444      |
| 12       | Darlington         | 1–3       | Swansea City       | 4.183      |
| 13       | Salisbury City     | 1–1       | Nottingham Forest  | 3.100      |
| Replay   | Nottingham Forest  | 2–0       | Salisbury City     | 6.177      |
| 14       | Torquay Utd        | 1–1       | Leyton Orient      | 2.392      |
| Replay   | Leyton Orient      | 1–2       | Torquay Utd        | 2.384      |
| 15       | Bristol Rovers     | 1–1       | Bournemouth        | 6.252      |
| Replay   | Bournemouth        | 0–1       | Bristol Rovers     | 4.153      |
| 16       | Bradford City      | 0–0       | Millwall           | 4.346      |
| Replay   | Millwall           | 1–0 (dts) | Bradford City      | 3.220      |
| 17       | Swindon Town       | 1–0       | Morecambe          | 5.942      |
| 18       | Mansfield Town     | 1–1       | Doncaster          | 4.837      |
| Replay   | Doncaster          | 2–0       | Mansfield Town     | 5.338      |
| 19       | Aldershot Town     | 1–1       | Basingstoke Town   | 4.525      |
| Replay   | Basingstoke Town   | 1–3       | Aldershot Town     | 3.300      |
| 20       | Rushden & Diamonds | 1–2       | Tamworth           | 2.815      |

## Terzo turno
| Incontro | Squadra in casa   | Risultato | Squadra fuori casa | Spettatori |
| -------- | ----------------- | --------- | ------------------ | ---------- |
| 1        | Blackpool         | 4–2       | Aldershot Town     | 6.355      |
| 2        | Barnet            | 2–1       | Colchester Utd     | 3.075      |
| 3        | Sheffield Utd     | 0–3       | Swansea City       | 15.896     |
| 4        | Reading           | 3–2       | Burnley            | 11.514     |
| 5        | Portsmouth        | 2–1       | Wigan              | 14.336     |
| 6        | Doncaster         | 0–4       | Bolton             | 14.297     |
| 7        | West Ham Utd      | 3–0       | Brighton           | 32.874     |
| 8        | Leicester City    | 2–2       | Fulham             | 15.499     |
| Replay   | Fulham            | 4–3       | Leicester City     | 11.222     |
| 9        | Derby County      | 3–1       | Wrexham            | 15.609     |
| 10       | Wolverhampton     | 2–2       | Oldham Athletic    | 14.524     |
| Replay   | Oldham Athletic   | 0–2       | Wolverhampton      | 9.628      |
| 11       | Chester City      | 0–0       | Ipswich Town       | 4.330      |
| Replay   | Ipswich Town      | 1–0       | Chester City       | 11.732     |
| 12       | Manchester Utd    | 2–1       | Aston Villa        | 74.924     |
| 13       | Sheffield Weds    | 1–1       | Manchester City    | 28.487     |
| Replay   | Manchester City   | 2–1       | Sheffield Weds     | 25.621     |
| 14       | Tamworth          | 1–4       | Norwich City       | 3.165      |
| 15       | Nottingham Forest | 2–0       | Charlton           | 19.017     |
| 16       | Cardiff City      | 0–0       | Tottenham          | 20.376     |
| Replay   | Tottenham         | 4–0       | Cardiff City       | 27.641     |
| 17       | Preston N.E.      | 1–0       | Sunderland         | 10.318     |
| 18       | Liverpool         | 1–3       | Arsenal            | 43.619     |
| 19       | Bristol Rovers    | 1–0       | Hereford Utd       | 8.978      |
| 20       | Watford           | 4–1       | Stockport County   | 11.745     |
| 21       | Crystal Palace    | 2–1       | Swindon Town       | 10.238     |
| 22       | Bristol City      | 3–3       | Coventry City      | 13.336     |
| Replay   | Coventry City     | 0–2       | Bristol City       | 13.055     |
| 23       | Peterborough Utd  | 1–1       | Plymouth           | 6.255      |
| Replay   | Plymouth          | 2–1       | Peterborough Utd   | 9.973      |
| 24       | QPR               | 2–2       | Luton Town         | 10.064     |
| Replay   | Luton Town        | 1–0       | QPR                | 7.494      |
| 25       | Southend Utd      | 1–1       | Barnsley           | 5.485      |
| Replay   | Barnsley          | 0–2       | Southend Utd       | 4.944      |
| 26       | West Bromwich     | 3–1       | Leeds Utd          | 16.957     |
| 27       | Hull City         | 1–1       | Middlesbrough      | 17.520     |
| Replay   | Middlesbrough     | 4–3       | Hull City          | 16.702     |
| 28       | Birmingham City   | 2–2       | Newcastle Utd      | 16.444     |
| Replay   | Newcastle Utd     | 1–5       | Birmingham City    | 26.099     |
| 29       | Torquay Utd       | 0–2       | Southampton        | 5.396      |
| 30       | Everton           | 1–4       | Blackburn          | 24.426     |
| 31       | Chelsea           | 6–1       | Macclesfield Town  | 41.434     |
| 32       | Stoke City        | 2–0       | Millwall           | 8.024      |

## Quarto turno
| Incontro                                   | Squadra in casa | Risultato     | Squadra fuori casa | Spettatori |
| ------------------------------------------ | --------------- | ------------- | ------------------ | ---------- |
| 1                                          | Arsenal         | 1–1           | Bolton             | 59.778     |
| Replay                                     | Bolton          | 1–1           | Arsenal            | 21.088     |
| Arsenal vince 3 – 1 ai tempi supplementari |                 |               |                    |            |
| 2                                          | West Ham Utd    | 0–1           | Watford            | 31.168     |
| 3                                          | Bristol City    | 2–2           | Middlesbrough      | 19.008     |
| Replay                                     | Middlesbrough   | 2–2 (5-4 dtr) | Bristol City       | 26.328     |
| 4                                          | Chelsea         | 3–0           | Nottingham Forest  | 41.516     |
| 5                                          | Ipswich Town    | 1–0           | Swansea City       | 16.635     |
| 6                                          | Tottenham       | 3–1           | Southend Utd       | 33.406     |
| 7                                          | Barnet          | 0–2           | Plymouth           | 5.204      |
| 8                                          | Birmingham City | 2–3           | Reading            | 20.041     |
| 9                                          | Derby County    | 1–0           | Bristol Rovers     | 25.033     |
| 10                                         | Manchester City | 3–1           | Southampton        | 26.496     |
| 11                                         | Crystal Palace  | 0–2           | Preston N.E.       | 8.422      |
| 12                                         | Manchester Utd  | 2–1           | Portsmouth         | 71.137     |
| 13                                         | Blackpool       | 1–1           | Norwich City       | 9.491      |
| Replay                                     | Norwich City    | 3–2 (dts)     | Blackpool          | 19.120     |
| 14                                         | Luton Town      | 0–4           | Blackburn          | 5.887      |
| 15                                         | Wolverhampton   | 0–3           | West Bromwich      | 28.107     |
| 16                                         | Fulham          | 3–0           | Stoke City         | 11.059     |

## Quinto turno
| Incontro                                                           | Squadra in casa | Risultato | Squadra fuori casa | Spettatori |
| ------------------------------------------------------------------ | --------------- | --------- | ------------------ | ---------- |
| 1                                                                  | Chelsea         | 4–0       | Norwich City       | 41.537     |
| 2                                                                  | Watford         | 1–0       | Ipswich Town       | 17.016     |
| 3                                                                  | Preston N.E.    | 1–3       | Manchester City    | 18.890     |
| 4                                                                  | Plymouth        | 2–0       | Derby County       | 18.026     |
| 5                                                                  | Manchester Utd  | 1–1       | Reading            | 70.608     |
| Replay                                                             | Reading         | 2–3       | Manchester Utd     | 23.821     |
| 6                                                                  | Arsenal         | 0–0       | Blackburn          | 56.761     |
| Replay                                                             | Blackburn       | 1–0       | Arsenal            | 18.882     |
| 7                                                                  | Middlesbrough   | 2–2       | West Bromwich      | 31.491     |
| Replay                                                             | West Bromwich   | 1–1       | Middlesbrough      | 24.925     |
| 1 – 1 ai tempi supplementari – Middlesbrough vince 5 – 4 ai rigori |                 |           |                    |            |
| 8                                                                  | Fulham          | 0–4       | Tottenham          | 18.655     |

## Sesto turno
| Arbitro: | Rob Styles |

|                |           |            |
| Cattermole 44’ | Marcatori | 23’ Rooney |

| Arbitro: | Mike Riley |

|                  |           |             |
| Lampard 22’, 71’ | Marcatori | 5’ Berbatov |

| Arbitro: | Mike Dean |

|             |           |  |
| Mokoena 28’ | Marcatori |  |

| Arbitro: | Chris Foy |

|  |           |             |
|  | Marcatori | 21’ Bouazza |

### Replay
| Arbitro: | Mike Dean |

|                              |           |  |
| Cristiano Ronaldo 76’ (rig.) | Marcatori |  |

| Arbitro: | Martin Atkinson |

|                  |           |              |
| Keane 76’ (rig.) | Marcatori | 54’ Ševčenko |

## Semifinali
| Arbitro: | Howard Webb |

|             |           |                |
| Bouazza 26’ | Marcatori | 7’, 66’ Rooney |

| Arbitro: | Alan Wiley |

|                   |           |             |
| Jason Roberts 64’ | Marcatori | 16’ Lampard |

## Finale
| Arbitro: | Steve Bennett |

|             |           |  |
| Drogba 116’ | Marcatori |  |

| Chelsea | Manchester United |

|               |    |                       |      |     |      |
|               |    |                       |      |     |      |
| P             | 1  | Petr Čech             |      |     |      |
| TD            | 20 | Paulo Ferreira        | 120’ |     |      |
| DC            | 5  | Michael Essien        |      |     |      |
| DC            | 26 | John Terry (c)        |      |     |      |
| TS            | 18 | Wayne Bridge          |      |     |      |
| MED           | 4  | Claude Makélélé       | 83’  |     |      |
| CC            | 12 | Mikel John Obi        |      |     |      |
| CC            | 8  | Frank Lampard         |      |     |      |
| AD            | 24 | Shaun Wright-Phillips |      | 93’ |      |
| AS            | 10 | Joe Cole              |      | 45’ |      |
| A             | 11 | Didier Drogba         |      |     |      |
| Sostituzioni: |    |                       |      |     |      |
| P             | 23 | Carlo Cudicini        |      |     |      |
| D             | 3  | Ashley Cole           | 120’ |     | 108’ |
| C             | 16 | Arjen Robben          |      | 45’ | 108’ |
| C             | 19 | Lassana Diarra        |      |     |      |
| A             | 21 | Salomon Kalou         | 119’ | 93’ |      |
| Allenatore:   |    |                       |      |     |      |
| José Mourinho |    |                       |      |     |      |

|                   |    |                     |      |      |
|                   |    |                     |      |      |
| P                 | 1  | Edwin van der Sar   |      |      |
| TD                | 6  | Wes Brown           |      |      |
| DC                | 5  | Rio Ferdinand       |      |      |
| DC                | 15 | Nemanja Vidić       | 84’  |      |
| TS                | 4  | Gabriel Heinze      |      |      |
| CLD               | 24 | Darren Fletcher     |      | 92’  |
| CC                | 18 | Paul Scholes        | 58’  |      |
| CC                | 16 | Michael Carrick     |      | 112’ |
| CLS               | 7  | Cristiano Ronaldo   |      |      |
| SP                | 11 | Ryan Giggs (c)      |      | 112’ |
| A                 | 8  | Wayne Rooney        |      |      |
| Sostituzioni:     |    |                     |      |      |
| P                 | 29 | Tomasz Kuszczak     |      |      |
| D                 | 3  | Patrice Evra        |      |      |
| D                 | 22 | John O'Shea         |      | 112’ |
| A                 | 14 | Alan Smith          | 105’ | 92’  |
| A                 | 20 | Ole Gunnar Solskjær |      | 112’ |
| Allenatore:       |    |                     |      |      |
| Sir Alex Ferguson |    |                     |      |      |